# Jordan (Name)
Jordan ist ein männlicher und weiblicher Vorname und ein Familienname. Er ist besonders im englischsprachigen Raum verbreitet.

## Herkunft und Bedeutung
Die Herkunft des Namens ist unklar. Teilweise wird angenommen, dass der Name vom Fluss Jordan abgeleitet ist, wo nach dem Neuen Testament Johannes der Täufer Jesus Christus getauft hatte.
Erster bekannter Namensträger war der antike Geschichtsschreiber Jordanes im 6. Jahrhundert.

## Varianten

### Männliche Varianten
- englisch: Jordan
- französisch: Jourdain, Jourdan

- griechisch: Ιορδάνης (Iordánis)

- - altgriechisch: Ἰορδάνης
- hebräisch: ירדן (Jarden)
- italienisch: Giordano
- lateinisch: Iordanes, Iordanus, Gordanus; in deutscher Schreibung auch Jordanes oder Jordanus
- lettisch: Džordans
- niederdeutsch: Jorden, Jordens, Jörden, Jördens
- polnisch: Jordan
- portugiesisch: Jordão
- rumänisch: Iordan
- russisch: Иордан, Джордан
- serbisch: Jordan, Јордан
- spanisch: Jordán
- tschechisch: Jordán
- ukrainisch: Джордан

### Weibliche Varianten
- Jordan
- Jordana
- Jordanka
- Jordyn

## Einzelname
- Jordanes († nach 552), römischer Historiker germanischer Herkunft
- Jordanes (Polen) († 984), erster Bischof in Polen
- Jordan von Blankenburg (vor 1161–1196?), Truchsess Heinrichs des Löwen
- Jordanus Nemorarius (auch Jordanus de Nemore), Mathematiker und Mechaniker
- Jordan von Sachsen (um 1200–1237), deutscher Ordensgeneral der Dominikaner
- Jordan von Giano (um 1195–nach 1262), Ordenspriester und Chronist
- Jordan von Osnabrück († nach 1283), Kleriker und Verfasser einer historiographischen Schrift
- Magister Jordanus († 1309), deutscher Mönch
- Jordan (Ermland) († 1328), Bischof von Ermland
- Jordanus Catalanus de Severac (auch Jordanus Catalani oder Jordan le Catalan; um 1290–1336), Dominikaner, lateinischer Bischof in Indien
- Jordan von Quedlinburg (auch Jordan de Saxonia; um 1300–1370/1380), deutscher Prediger und Schriftsteller
- Jordan von Wasserburg (1670–1739), Prediger aus dem Kapuzinerorden

## Vorname

### Männlich
- Jordan Ayew (* 1991), ghanaischer Fußballspieler
- Jordan Bardella (* 1995), französischer Politiker
- Jordan Belfort (* 1962), US-amerikanischer Börsenmakler und Motivationstrainer
- Jordan Beyer (* 2000), deutscher Fußballspieler
- Jordan Bolger (* 1994), britischer Filmschauspieler
- Jordan Bridges (* 1973), US-amerikanischer Film- und Fernsehschauspieler
- Jordan Burroughs (* 1988), US-amerikanischer Ringer
- Jordan Clarkson (* 1992), amerikanisch-philippinischer Basketballspieler
- Jordan Connor (* 1991), kanadischer Schauspieler
- Jordan Davis (* 1988), US-amerikanischer Country-Sänger und Songschreiber
- Jordan Dwyer (* 1996), neuseeländisch-US-amerikanischer[1] Schauspieler und Musiker
- Jordan Fisher (* 1994), US-amerikanischer Schauspieler, Sänger und Tänzer
- Jordan Fry (* 1993), US-amerikanischer Schauspieler
- Jordan Henderson (* 1990), englischer Fußballspieler
- Jordan Knight (* 1970), US-amerikanischer Pop-Sänger
- Jordan Lage (* 1963), US-amerikanischer Schauspieler
- Jordan Larsson (* 1997), schwedischer Fußballspieler
- Jordan Mai (1866–1922), deutscher Franziskaner
- Jordan Peele (* 1979), US-amerikanischer Filmschauspieler, Comedian, Regisseur und Drehbuchautor
- Jordan Peterson (* 1962), kanadischer Psychologe
- Jordan Pickford (* 1994), englischer Fußballspieler
- Jordan Poole (* 1999), US-amerikanischer Basketballspieler
- Jordan Pop-Jordanov (1925–2024), nordmazedonischer Kernphysiker und Tennisspieler
- Jordan Siebatcheu (* 1996), US-amerikanisch-französischer Fußballspieler
- Jordan Torunarigha (* 1997), deutscher Fußballspieler

### Weiblich
- Jordan Alexander (* 1993), kanadische Schauspielerin und Sängerin
- Jordan Angeli (* 1986), US-amerikanische Fußballspielerin
- Jordan Burgess (* 1994), US-amerikanische Volleyballspielerin
- Jordan Cantwell (* 1967), kanadische Theologin und Geistliche der United Church of Canada
- Jordan Clark (* 1991), kanadische Schauspielerin und Tänzerin
- Jordan Gray (* 1995), US-amerikanische Leichtathletin
- Jordan Hart (* 1995), walisische Badmintonspielerin
- Jordan Hayes (* 1987), kanadische Schauspielerin
- Jordan Hinson (* 1991), US-amerikanische Schauspielerin
- Jordan Jackson (* 1990), US-amerikanische Fußballspielerin
- Jordan Ladd (* 1975), US-amerikanische Schauspielerin
- Jordan Larson (* 1986), US-amerikanische Volleyballspielerin
- Jordan Mageo (* 1997), Leichtathletin aus Amerikanisch-Samoa
- Jordan Nobbs (* 1992), englische Fußballspielerin
- Jordan Pruitt (* 1991), US-amerikanische Pop-Sängerin und Songwriterin
- Jordan Reyne (* 1974), neuseeländische experimentelle Musikerin
- Jordan Claire Robbins (* 1990), bermudisch-kanadische Schauspielerin und Model
- Jordan Scott  (* 1977), britische Regisseurin und Drehbuchautorin
- Jordan Todosey (* 1995), kanadische Schauspielerin
- Jordan Trovillion (* 1986), US-amerikanische Schauspielerin

## Familienname
- Jordan (schlesisches Adelsgeschlecht), ein schlesisches Adelsgeschlecht
- Jordan (hugenottische Familie), ein preußisches Adelsgeschlecht, hugenottischer Abstammung
- Jordan (schottisch-schwedisches Adelsgeschlecht), ein schwedisches Adelsgeschlecht, schottischer Abstammung

### A
- Abel Jordán (* 2003), spanischer Leichtathlet
- Adalbert Jordan (1937–2004), deutscher Bauunternehmer und Fußballfunktionär
- Adam Heinrich von Jordan (1691–1762), preußischer Landrat
- Adonis Jordan (* 1970), US-amerikanischer Basketballspieler
- Adolf Jordan (1824–1887), deutscher Offizier und Schriftsteller
- Adolphe Jordan (1845–1900), Schweizer Politiker (FDP)
- Adrienne Jordan (* 1994), US-amerikanische Fußballspielerin
- Agnes Jordan († 1546), vorreformatorische Äbtissin von Syon Monastery
- Alan Jordan (1948–2006), US-amerikanischer Schauspieler
- Albert Jordan (* 1934), belgischer Fußballspieler
- Albert David Jordan (1877–1932), kanadischer Organist, Dirigent und Musikpädagoge
- Alex Jordan (Grafiker) (Alexander Jordan; * 1947), deutscher Grafiker, Fotograf und Hochschullehrer
- Alex Jordan (Pornodarstellerin) (1963–1995), US-amerikanische Pornodarstellerin
- Alexander Jordan (Historiker) (* 1975), deutscher Historiker
- Alexander Jordan (Politiker) (* 1981), deutscher Politiker (CDU)
- Alexis Jordan (Schwimmerin) (* 1988), barbadische Schwimmerin
- Alexis Jordan (Sängerin) (* 1992), US-amerikanische Sängerin und Schauspielerin
- Alfred Jordan (Fußballspieler) (1900–1969), (nord)irischer Fußballspieler
- Alfred Jordan (Footballspieler) (* 1970), kanadischer Canadian-Football-Spieler
- Álvaro Jordan (* 1962), kolumbianischer Tennisspieler
- Ambrose L. Jordan (1789–1865), US-amerikanischer Jurist, Redakteur und Politiker
- Amir Jordan, englischer Wrestler
- André Jordan (1708–1778), deutscher Juwelier
- Andrea Jordán (1845–1905), italienischer Geistlicher, Erzbischof von Görz
- Andreas Jordan (1775–1848), deutscher Winzer und Politiker
- Angelina Jordan (* 2006), norwegische Sängerin
- Anna Maria Jordan (1865–1907), deutsche Schriftstellerin
- Anthony Jordan (Erzbischof) (1901–1982), römisch-katholischer Ordensgeistlicher und Erzbischof von Edmonton
- Antoine Jordan (* 1983), US-amerikanischer Basketballspieler
- Archibald Campbell Jordan (1906–1968), südafrikanischer Schriftsteller und Sprachwissenschaftler
- Armin Jordan (1932–2006), Schweizer Dirigent
- August Jordan (1872–1935), deutscher Politiker (SPD)
- Auguste Jordan (1909–1990), österreichisch-französischer Fußballspieler und -trainer

### B
- B. Everett Jordan (1896–1974), US-amerikanischer Politiker
- Barbara Jordan (Politikerin) (1936–1996), US-amerikanische Politikerin
- Barbara Jordan (Tennisspielerin) (* 1957), US-amerikanische Tennisspielerin
- Barry Jordan (1957–2024), südafrikanisch-deutscher Kirchenmusiker
- Bernard Jordan (1924–2014), britischer Kriegsveteran
- Bernard-René Jordan de Launay (1740–1789), französischer Adliger und Gefängniskommandant
- Bernhard Jordan (1839–1889), deutscher Bergbeamter
- Bert Jordan (1887–1983), britisch-amerikanischer Filmeditor
- Bill Jordan (1879–1959), neuseeländischer Politiker, siehe William Joseph Jordan
- Bobbi Jordan (1937–2012), US-amerikanische Schauspielerin
- Brian Jordan (* 1967), US-amerikanischer Baseballspieler
- Brigitte Jordan (1937–2016), deutsch-US-amerikanische Anthropologin

### C
- Cameron Jordan (* 1989), US-amerikanischer American-Football-Spieler
- Camille Jordan (1838–1922), französischer Mathematiker
- Carl Jordan (Politiker), deutscher Gutsbesitzer und Politiker, MdL Posen
- Carl Jordan (Maler) (1826–1907), deutscher Maler
- Carl August Jordan (1793–1871), deutscher Pfarrer und Politiker
- Carl Ludwig Jordan (1769–1853), deutscher Jurist und Richter
- Carlo Jordan (Karl-Heinz Jordan; 1951–2023), deutscher Umweltaktivist und Politiker (Bündnis 90/Die Grünen)
- Carole Jordan (* 1941), britische Astronomin
- Cathy Jordan (* 1972), irische Folkmusikerin und Songwriterin
- Charles Jordan (1871–1959), ungarischer Mathematiker und Statistiker, siehe Károly Jordan
- Charles Jordan (Sänger) (1915–1986), kanadischer Sänger
- Charles Étienne Jordan (1700–1745), deutscher Gelehrter, Berater Friedrichs des Großen
- Charley Jordan (1890–1954), US-amerikanischer Gitarrist, Sänger und Komponist
- Charlotte Jordan (* 1994), britische Schauspielerin
- Charmaine Jordan (* 1988), US-amerikanische Tänzerin, Choreografin und Sängerin, siehe Charm La'Donna
- Chester B. Jordan (1839–1914), US-amerikanischer Politiker
- Chris Jordan (* 1963), US-amerikanischer Filmemacher, Fotograf und Umweltaktivist
- Chris Jordan (Cricketspieler) (* 1988), englischer Cricketspieler
- Chuck Jordan (1927–2010), US-amerikanischer Automobildesigner
- Clarence Jordan (1912–1969), US-amerikanischer Farmer und Bibelübersetzer
- Claude Thomas Alexis Jordan (1814–1897), französischer Botaniker
- Clifford Jordan (1931–1993), US-amerikanischer Jazzsaxophonist
- Conrad N. Jordan (1830–1903), US-amerikanischer Bankmanager und Regierungsbeamter
- Crystal Lee Jordan (Crystal Lee Sutton; 1940–2009), US-amerikanischer Gewerkschaftsfunktionär und Anwalt

### D
- David Jordan (Militärhistoriker), britischer Militärhistoriker
- David Jordan (Sänger) (* 1985), britischer Sänger
- David Starr Jordan (1851–1931), US-amerikanischer Biologe
- DeAndre Jordan (* 1988), US-amerikanischer Basketballspieler
- Denham Jordan (1836–1920), britischer Schriftsteller
- Dion Jordan (* 1990), US-amerikanischer American-Football-Spieler
- Dixie Boy Jordan (Walter Aaron Jordan; 1906–1987), US-amerikanischer Musiker
- Don Jordan (Boxer) (1934–1997), US-amerikanischer Boxer
- Don Jordan (Schauspieler), US-amerikanischer Schauspieler und Sprecher
- Don F. Jordan (Don Franklin Jordan; 1941–2023), US-amerikanischer Journalist
- Dorothea Jordan (1761–1816), irische Schauspielerin
- Dorothy Jordan (1906–1988), US-amerikanische Schauspielerin
- Duke Jordan (1922–2006), US-amerikanischer Jazzpianist

### E
- Eddie Jordan (Edmund Jordan; 1948–2025), irischer Automobilrennfahrer und Teambesitzer
- Eddie Jordan (Basketballspieler) (Edward Montgomery Jordan; * 1955), US-amerikanischer Basketballspieler und -trainer
- Eduard Jordan (1850–1930), österreichischer Pädagoge und Schulreformer
- Edward G. Jordan (1930–2001), amerikanischer Verkehrsmanager
- Edward James Jordan (1929–2016), britischer Ingenieur und Erfinder
- Edwin O. Jordan (1866–1936), US-amerikanischer Mikrobiologe und Gesundheitswissenschaftler
- Egon Ritter von Jordan (Egon Christian Ritter von Jordan; 1865–1955), tschechischer Beamter
- Egon von Jordan (1902–1978), österreichischer Schauspieler
- Elisabeth Muhr-Jordan (1892–1971), österreichische Lehrerin, Politikerin (NSDAP) und Gaufrauenschaftsleiterin
- Elizabeth Jordan (* 1997), britische Paracyclerin
- Emil von Jordan (1840–1922), deutscher Gutsherr und Domänenpächter
- Emil Jordan, Pseudonym von Claudio Gora (1913–1998), italienischer Schauspieler
- Emil Bassermann-Jordan (1835–1915), deutscher Weingutsbesitzer und Bankier
- Emil Leopold Jordan (1900–1994), US-amerikanischer Publizist und Autor
- Emilia Jordan (* 2005), deutsche Volleyballspielerin
- Erich Jordan (1912–1997), deutscher Politiker
- Erika Jordan (* 1982), US-amerikanische Schauspielerin und Model
- Ernst Jordan (Maler) (1858–1924), deutscher Maler und Hochschullehrer
- Ernst Jordan (Fußballspieler) (1883–1948), deutscher Fußballspieler
- Ernst von Bassermann-Jordan (1876–1932), deutscher Kunsthistoriker und Uhrensammler
- Ernst Albert Jordan (1831–1892), deutscher Unternehmer und Politiker
- Erwin Jordan (* 1953), deutscher Politiker (Bündnis 90/Die Grünen)
- Erwin Freiburghaus-Jordan (1927–1973), Schweizer Bankier
- Esteban Jordán (um 1530–1598), spanischer Bildhauer
- Esteban Jordan (Steve Jordan; 1939–2010), mexikanisch-US-amerikanischer Akkordeonist

### F
- Felix Jordan (* 1998), deutscher Schauspieler
- Frank Jordan (Fußballspieler) (1883–1938), englischer Fußballspieler
- Frank Jordan (Wasserballspieler) (1932–2012), australischer Wasserballspieler
- Frank Jordan (Politiker) (* 1935), US-amerikanischer Politiker, Bürgermeister von San Francisco
- Frank Jordan (Schauspieler) (* 1964), deutscher Schauspieler und Hörspielsprecher
- Frank Jordan, Pseudonym von Monika Hausammann (* 1974), Schweizer Schriftstellerin
- Frank W. Jordan (1881–1941), britischer Physiker
- Frankie Jordan (1938–2025), französischer Yeye-Sänger
- Franz Jordan (Unternehmer) (1828–1884), deutscher Unternehmer und Politiker
- Franz Jordan (Heimatforscher) (* 1956), österreichischer Militärhistoriker und Heimatforscher
- Franz Anton Jordan (1781–1861), österreichischer Schriftsteller und Offizier
- Franz Sylvester Jordan (1792–1861), österreichischer Jurist und Politiker, siehe Sylvester Jordan
- Franziskus Maria vom Kreuze Jordan (Johann Baptist Jordan; 1848–1918), deutscher Priester und Ordensgründer
- Fred Jordan (geborener Rotblatt; 1925–2021), österreichisch-US-amerikanischer Journalist, Herausgeber und Verleger
- Friedrich Jordan (Architekt) (Friedrich Georg Jordan; 1844–1919), deutscher Architekt
- Friedrich Jordan (Politiker), deutscher Politiker (WP), MdL Preußen
- Friedrich von Bassermann-Jordan (1872–1959), deutscher Weinbauer und Weinbauhistoriker
- Fritz Jordan (1928–2010), deutscher Baumeister

### G
- Georg Jordan († 1517), deutsch-österreichischer Goldschmied
- Germán Jordán (1890–1932), bolivianischer Oberstleutnant
- Glenn Jordan (* 1936), US-amerikanischer Filmregisseur und Filmproduzent
- Gregor Jordan (* 1966), australischer Filmregisseur und Drehbuchautor
- Gottfried Jordan (1791–1860), deutscher Unternehmer
- Günter Jordan (* 1941), deutscher Dokumentarfilmregisseur und Autor
- Guntram Jordan (* 1963), deutscher Mineraloge und Hochschullehrer
- Gustav Jordan (Fabrikant) (1830–1908), deutscher Uhrenfabrikant und Politiker, MdL Sachsen
- Gustav Jordan (Historiker) (1856–nach 1908), deutscher Lehrer und Historiker
- Gustav von Jordan (1869–1943), deutscher Finanzbeamter

### H
- Hajno Jordan (auch Heinrich Jordan; 1882–1917), sorbischer Lehrer und Kantor
- Hamilton Jordan (1944–2008), US-amerikanischer Politikberater
- Hanna Jordan (1921–2014), deutsche Bühnenbildnerin
- Hans Jordan (Bankier) (1848–1923), deutscher Bankier
- Hans Jordan (General, 1866) (1866–1943), deutscher Generalmajor und Konservator
- Hans Jordan (Ingenieur) (1875–nach 1954), deutscher Ingenieur
- Hans Jordan (General, 1892) (1892–1975), deutscher General der Infanterie
- Hans Jordan (Sänger) (1910–1978), österreichischer Wienerlied-Sänger
- Hans-Heinrich Jordan (1948–2019), deutscher Politiker (CDU)
- Hans Henning Jordan (1905–1979), deutscher Gitarren- und Lautenbauer
- Hans-Joachim Jordan (1937–2019), deutscher Gebrauchsgrafiker, Karikaturist und Cartoonist, siehe Achim Jordan
- Hans-Otto Jordan (* 1954), deutscher Fußballspieler
- Heinrich Jordan (Unternehmer) (1811–1876), deutscher Unternehmer
- Heinrich Jordan (Musiker) (1877–1935), deutscher Gitarrist und Musikpädagoge
- Heinrich Ernst Karl Jordan (1861–1959), deutsch-britischer Entomologe, siehe Karl Jordan (Zoologe)
- Heinz Jordan (Ingenieur) (1906–1982), deutscher Elektroingenieur und Hochschullehrer
- Heinz Jordan (Jurist) (1933–2017), deutscher Jurist, Hochschullehrer und Richter
- Hendrich Jordan (auch Heinrich Jordan; 1841–1910), sorbischer Lehrer und Volkskundler
- Henri Jordan (eigentlich Heinrich Jordan; 1833–1886), deutscher Philologe
- Henriette Keller-Jordan (1835–1909), deutsche Schriftstellerin
- Henry Jordan (Politiker) (1818–1890), britisch-australischer Zahnarzt und Politiker
- Henry Jordan (Schauspieler) (1918–1985), US-amerikanischer Schauspieler und Drehbuchautor
- Henry Jordan (Henry Wendell Jordan; 1935–1977), US-amerikanischer American-Football-Spieler
- Henry Guy Bowen Jordan (1898–1981), englischer Cricketspieler
- Henry Paul Jordan (1897–1983), deutsch-amerikanischer Diplomat
- Henryk Jordan (1842–1907), polnischer Arzt und Hochschullehrer
- Herbert Jordan (1919–1991), deutscher Internist und Balneologe
- Hermann Jordan (Mediziner) (1808–1887), deutscher Mediziner
- Hermann Jordan (Instrumentenbauer), deutscher Instrumentenbauer
- Hermann Jordan (Theologe) (1878–1922), deutscher Theologe und Kirchenhistoriker
- Hermann Jordan (Offizier) (1900–1945), deutscher Luftwaffen- und Marineoffizier
- Hermann Jacques Jordan (1877–1943),  deutsch-niederländischer Zoologe
- Hieronymus Jordan (1617–1657), deutscher Mediziner und Schriftsteller
- Horst Jordan (1923–2006), deutscher Geschäftsführer, Journalist und Dolmetscher
- Horst-Dieter Jordan (1928–2014), deutscher Kaufmann, Unternehmer, Geschäftsführer von W. & L. Jordan und Verbandsfunktionär

### I
- Isaac M. Jordan (1835–1890), US-amerikanischer Jurist und Politiker

### J
- James Jordan (* 1979), US-amerikanischer Schauspieler
- Jan Pětr Jordan (1818–1891), sorbischer Philosoph
- Jared Jordan (* 1984), US-amerikanischer Basketballspieler
- Jason Jordan (* 1988), US-amerikanischer Wrestler
- Jeanne Jordan, US-amerikanische Dokumentarfilmerin
- Jeff Jordan (* 1956), US-amerikanischer Bobfahrer
- Jens Jordan (Politiker) (* 1943), deutscher Politiker (FDP)
- Jens Jordan (Mediziner) (* 1969), deutscher Pharmakologe und Hochschullehrer
- Jens Jordan (DJ), deutscher Musiker und DJ
- Jeremy Jordan (* 1984), US-amerikanischer Schauspieler, Musicaldarsteller, Sänger und Musiker
- Jewel Jordan (1891–1975), US-amerikanische Politikerin
- Jenny Johnson Jordan (* 1973), US-amerikanische Beachvolleyballspielerin
- Jessica Jordan (* 1984), bolivianisches Model und Politikerin
- Jim Jordan (* 1964), US-amerikanischer Politiker
- Joan Jordán (* 1994), spanischer Fußballspieler
- Joanne Jordan (1920–2009), US-amerikanische Schauspielerin,
- Joe Jordan (* 1951), schottischer Fußballspieler
- Johann Jordan (Bischof) (1491/1494–1565), Schweizer Geistlicher, Fürstbischof von Sitten
- Johann Baptist Jordan, Geburtsname von Franziskus Maria vom Kreuze Jordan (1848–1918), deutscher Priester und Ordensgründer
- Johann Ludwig Jordan (Mediziner) (1771–1853), deutscher Mediziner, Lehrer und Naturforscher
- Johann Ludwig von Jordan (1773–1848), deutscher Diplomat
- Johann Ludwig Jordan (Politiker) (1791–1874), deutscher Unternehmensgründer und Politiker
- John Jordan (Schriftsteller) (1930–1988), irischer Dichter und Schriftsteller
- John Jordan (Tontechniker) (1940–2015), britischer Tontechniker
- John Jordan (Schachspieler) (1941–2003), englischer Schachspieler
- John J. Jordan, US-amerikanischer Schauspieler
- John O. Jordan (* 1941), US-amerikanischer Literaturwissenschaftler
- Johnny Jordan (Fußballspieler) (* 1921), britischer Fußballspieler
- Johnny Jordan, Pseudonym von Donnie Brooks (1936–2007), US-amerikanischer Sänger
- Jonathan Jordan (* 2000), Schweizer Beachvolleyballspieler
- Jörg Jordan (* 1939), deutscher Politiker (SPD)
- José Jordan (* 1978), bolivianischer Fußballschiedsrichter
- Josef von Jordan (um 1770–nach 1838), deutsch-österreichischer Jurist
- Josef Jordan (Jurist, 1865) (1865–1930), österreichischer Verwaltungsjurist und Rechtshistoriker
- Joseph Jordan (Admiral) (um 1603–1685), britischer Admiral
- Joseph Jordan (Mediziner) (1787–1873), britischer Arzt
- Joy Jordan (* 1935), britische Mittelstreckenläuferin
- Judy Jordan (Schauspielerin) (Judith Jordan; * 1945), US-amerikanische Schauspielerin
- Judy Jordan (Dichterin) (* 1961), US-amerikanische Dichterin
- Jules Jordan (* 1972), US-amerikanischer Pornofilmregisseur, -darsteller und -produzent
- Julian Jordan (Komponist) (1850–1927), US-amerikanischer Komponist, Sänger und Chorleiter
- Julian Jordan (DJ) (eigentlich Julian Dobbenberg; * 1995), niederländischer DJ
- Julius Jordan (Politiker, 1808) (1808–1886), deutscher Beamter und Politiker, MdR
- Julius Jordan (Politiker, 1813) (1813–1893), deutscher Beamter und Politiker, Mitglied der Frankfurter Nationalversammlung
- Julius Jordan (Bildhauer) (1864–1907), deutscher Bildhauer
- Julius Jordan (Theologe) (1868–1928), deutscher evangelischer Theologe
- Julius Jordan (Archäologe) (1877–1945), deutscher Archäologe
- June Jordan (1936–2002), US-amerikanische Schriftstellerin und Aktivistin

### K
- Kacey Jordan (* 1988), US-amerikanische Pornodarstellerin
- Karina Jordán (* 1985), peruanische Schauspielerin
- Karl Jordan (Politiker) (1822–1889), deutscher Kommunalpolitiker und Mitglied der kurhessischen Ständeversammlung
- Karl Jordan (Zoologe) (Heinrich Ernst Karl Jordan; 1861–1959), deutsch-britischer Entomologe
- Karl Jordan (Maler) (auch Carl Jordan; 1863–1946), österreichischer Maler
- Karl Jordan (1871–1959), ungarischer Mathematiker und Statistiker, siehe Károly Jordan
- Karl Jordan (Turner) (1888–1972), deutscher Turner, Zoologe (Entomologie) und Hochschullehrer
- Karl Jordan (Fußballspieler), österreichischer Fußballspieler
- Karl Jordan (Historiker) (1907–1984), deutscher Historiker und Mediävist
- Karl Adolf Jordan (1808–1874), deutscher Klassischer Philologe
- Karl Friedrich Jordan (1862–1926), deutscher Biologe, Botaniker, Publizist und LGBT-Aktivist
- Karl-Fritz Jordan (* 1945), deutscher Unternehmer
- Karl-Heinz Jordan (Politiker, 1929) (* 1929), deutscher Politiker (SPD), MdBB
- Karl-Heinz Jordan, eigentlicher Name von Carlo Jordan (1951–2023), deutscher Bürgerrechtler und Politiker (Bündnis 90/Die Grünen), MdA Berlin
- Karlo Jordan (auch Karl Jordan; 1885–1967), sorbischer Lehrer
- Károly Jordan (1871–1959), ungarischer Mathematiker und Statistiker
- Käthe Menzel-Jordan (* 1916), deutsche Architektin und Denkmalpflegerin
- Kathleen Jordan, amerikanische Fernsehautorin und Showrunnerin
- Kathy Jordan (* 1959), US-amerikanische Tennisspielerin
- Kent Jordan (* 1958), US-amerikanischer Jazzflötist
- Keryn Jordan (1975–2013), südafrikanischer Fußballspieler
- Kidd Jordan (1935–2023), US-amerikanischer Musiker
- Klaus Jordan (Historiker) (1940–2019), deutscher Historiker
- Klaus-Dieter Walkhoff-Jordan (* 1943), deutscher Schriftsteller und Literaturhistoriker
- Klaus-Günther Jordan (1940–2011), deutscher Ruderer

### L
- Lamar Jordan (* 1994), US-amerikanischer American-Football-Spieler
- LaMont Jordan (* 1978), US-amerikanischer American-Football-Spieler
- Laura Jordan, ein Pseudonym von Sandra Brown (Autorin) (* 1948), US-amerikanische Autorin
- Laura Jordan (Schauspielerin) (* 1977), kanadische Schauspielerin
- Leander Jordan (* 1977), US-amerikanischer American-Football-Spieler
- Lee Roy Jordan (* 1941), US-amerikanischer American-Football-Spieler
- Leo Jordan (1874–1940), deutscher Romanist, Mediävist und Philosoph
- Leonard B. Jordan (1899–1983), US-amerikanischer Politiker
- Leslie Jordan (1955–2022), US-amerikanischer Schauspieler
- Lino Jordan (1944–2023), italienischer Biathlet
- Louis Jordan (Politiker) (1837–1902), deutscher Landwirt und Politiker, MdR
- Louis Jordan (1908–1975), US-amerikanischer Musiker
- Louis André Jordan (1755–1834), deutsch-französischer Textil-Unternehmer und Bankier
- Ludwig von Jordan (1849–1941), deutscher Maler und Schriftsteller
- Ludwig Jordan (Verleger) (1894–1963), deutscher Verlagsgründer, siehe Drei Eichen Verlag
- Ludwig Jordan (Diplomat) (1895–1945), österreichischer Jurist und Diplomat
- Ludwig Bassermann-Jordan (1869–1914), deutscher Winzer und Politiker, Bürgermeister von Deidesheim
- Ludwig Alexander von Jordan (1806–1889), deutscher Jurist und Politiker
- Ludwig Andreas Jordan (1811–1883), deutscher Winzer und Politiker, Bürgermeister von Deidesheim
- Luke Jordan (1892–1952), US-amerikanischer Bluesmusiker
- Luna Jordan (* 2001), deutsche Schauspielerin

### M
- Manfred Jordan (1929–1996), deutscher Autor
- Marco Jordan (* 1988), deutscher Fußballspieler
- Marie Jordan (* 1988), deutsche Schauspielerin
- Marie Ennemond Camille Jordan (1838–1922), französischer Mathematiker, siehe Camille Jordan
- Mario Jordan, Pseudonym von Mario Lehner (1950–2010), deutscher Sänger
- Mark Jordan (* 1953), US-amerikanischer Schriftsteller und Theologe
- Marlon Jordan (* 1970), US-amerikanischer Jazzmusiker
- Marsha Jordan, US-amerikanische Schauspielerin und Model
- Martin Jordan (Politiker) (1897–1945), deutscher Politiker (NSDAP), MdR
- Martin Jordan (Heimatforscher) (1919–2001), deutscher Augenarzt und Heimatforscher
- Martin Ludwig von Jordan (1762–1833), deutscher Verwaltungsbeamter, Landrat von Rosenberg
- Mary Jordan (Schauspielerin) (1913–1973), britische Schauspielerin
- Mary Jordan, Pseudonym von Mariangela Giordano (1937–2011), italienische Schauspielerin
- Mary Jordan (Filmemacherin) (eigentlich Mary Kross; * 1969), US-amerikanische Filmemacherin und Aktivistin
- Mary Augusta Jordan (1855–1943), US-amerikanische Anglistin
- Mary Catherine Jordan (* 1960), US-amerikanische Journalistin
- Mary Ellen Jordan Haight (1927–2009), US-amerikanische Autorin
- Mary Ranken Jordan (1869–1962), US-amerikanische Philanthropin
- Max Jordan (1837–1906), deutscher Kunsthistoriker
- Max Jordan (Journalist) (1895–1977), US-amerikanischer Radiojournalist
- Max August Jordan (1818–1892), deutscher Chemiker und Unternehmer
- Michael Jordan (* 1963), US-amerikanischer Basketballspieler
- Michael Jordan (Zeichner) (* 1972), deutscher Künstler und Hochschullehrer
- Michael Jordan (Footballspieler) (* 1998), US-amerikanischer American-Football-Spieler
- Michael B. Jordan (* 1987), US-amerikanischer Schauspieler
- Michael-Hakim Jordan (* 1977), US-amerikanischer Basketballspieler
- Michael I. Jordan (* 1956), US-amerikanischer Informatiker und Hochschullehrer
- Michal Jordán (* 1990), tschechischer Eishockeyspieler
- Michel Jordan (* 1948), Schweizer Musikpädagoge, Organist und Chorleiter
- Montana Jordan (* 2003), US-amerikanischer Schauspieler
- Montell Jordan (* 1968), US-amerikanischer Sänger, Produzent und Songschreiber
- Murray Jordan (1936–2018), US-amerikanischer Filmeditor und Fernsehproduzent

### N
- Neil Jordan (* 1950), irischer Filmregisseur
- Nicolas Jordan (* 1995), Schweizer Unihockeyspieler

### O
- Olaf Jordan (1902–1968), tschechischer Maler und Grafiker
- Olga Jensch-Jordan (1913–2000), deutsche Sportlerin
- Oliver Jordan (* 1958), deutscher Maler
- Orlando Jordan (* 1974), US-amerikanischer Wrestler
- Otto Jordan (Pfarrer) (1839–1919), deutscher Pastor
- Otto Jordan (Chemiker) (1856–1937), deutscher Chemiker, Fabrikant und Manager
- Otto Jordan (Politiker), deutscher Pädagoge und Politiker (DDP)

### P
- Pallo Jordan (* 1942), südafrikanischer Politiker
- Pascual Jordan (1902–1980), deutscher Physiker
- Paul von Jordan (1831–1870), deutscher Verwaltungsbeamter
- Paul Jordan (Manager) (1854–1937), deutscher Industriemanager
- Paul Jordan (Architekt) (1876–1966), deutscher Architekt
- Paul Jordan (Jurist) (1883–1940), deutscher Jurist und Richter
- Paul Jordan (Mediziner) (1902–1975), deutscher Dermatologe und Hochschullehrer
- Paul Jordan (Schriftsteller) (Pseudonym Paul Etzel; 1902–??), deutscher Schriftsteller
- Paul Jordan (General) (1910–2000), deutscher Generalmajor und Verbandsfunktionär
- Paul Jordan (Pianist) (um 1916–nach 1955), US-amerikanischer Jazzpianist, Arrangeur und Komponist
- Paul Jordan (Organist) (1939–2015), deutsch-US-amerikanischer Organist und Hochschullehrer
- Paul Jordan (Archäologe), britischer Archäologe, Autor und Fernsehproduzent
- Paul Jordan (Politikwissenschaftler) (Paul Thomas Jordan), britischer Politikwissenschaftler
- Paul Jordan (Rennfahrer) (* 1991), nordirischer Motorradrennfahrer
- Paul Jordan-Smith (1885–1971), US-amerikanischer Geistlicher, Journalist und Publizist
- Paul T. Jordan (* 1941), US-amerikanischer Mediziner und Politiker, Bürgermeister von Jersey City
- Paula Jordan (Galeristin) (1889–1941), deutsche Galeristin
- Paula Jordan (Illustratorin) (1896–1986), deutsche Illustratorin und Malerin
- Paulette Jordan (* 1979), amerikanische Politikerin (Demokratische Partei)
- Payton Jordan (1917–2009), US-amerikanischer Leichtathlet und Leichtathletiktrainer
- Pearson Jordan (1950–2020), barbadischer Leichtathlet
- Penny Jordan (1946–2011), britische Schriftstellerin
- Peter Jordan (Drucker) († um 1560/1570), deutscher Drucker und Autor
- Peter Jordan (Agronom) (1751–1827), österreichischer Agrarwissenschaftler
- Peter Jordan (Geologe) (* 1957), Schweizer Geologe
- Peter Jordan (Theaterwissenschaftler) (Peter Edward Rees Jordan; * 1958), britischer Theaterwissenschaftler
- Peter Jordan (Schauspieler) (* 1967), deutscher Schauspieler
- Peter Jordan (Archäologe) (P. D. Jordan; * 1969), britischer Archäologe, Anthropologe und Hochschullehrer
- Peter August Jordan (1864–1938), Mitglied des Provinziallandtages der Provinz Hessen-Nassau
- Philippe Jordan (* 1974), Schweizer Dirigent
- Pierre Jordan (* 1921), Schweizer Chemiker und Hochschullehrer
- Praveen Jordan (* 1993), indonesischer Badmintonspieler

### R
- Rafael Jordan (* 1977), puerto-ricanischer Tennisspieler
- Rainer Jordan (1943–2019), deutscher Schauspieler
- Raymond Jordan (* 1986), US-amerikanischer Ringer
- Raymond E. Jordan (1895–1967), US-amerikanischer Politiker
- Ricardo Jordan (* 1978), puerto-ricanischer Tennisspieler
- Richard Jordan (Architekt) (1847–1922), österreichischer Architekt
- Richard Jordan (Buchhändler) (1891–1955), deutscher Marineoffizier und Buchhändler
- Richard Jordan (General) (1902–1994), britischer Generalleutnant
- Richard Jordan (Schauspieler) (1937–1993), US-amerikanischer Schauspieler
- Rick J. Jordan (* 1968), deutscher Musiker
- Robert Jordan (Schriftsteller, 1885) (1885–1970), deutscher Journalist und Schriftsteller
- Robert Jordan (Schriftsteller, 1948) (eigentlich James Oliver Rigney, Jr.; 1948–2007), US-amerikanischer Fantasy-Schriftsteller
- Robert Jordan (Footballspieler) (* 1986), US-amerikanischer Canadian-Football-Spieler
- Robert B. Jordan (1932–2020), US-amerikanischer Politiker
- Roland Jordan (1894–1970), tschechisch-österreichischer Imker und Hochschullehrer
- Rolf Jordan (* 1961), deutscher Politologe und Soziologe
- Ronny Jordan (1962–2014), britischer Jazzmusiker
- Rudolf Jordan (Maler) (1810–1887), deutscher Maler
- Rudolf Jordan (Politiker) (1902–1988), deutscher Politiker (NSDAP)

### S
- Samuel Ephraim Jordan (1738/1739–1788), deutscher Jurist und Amtmann
- Sass Jordan (* 1962), kanadische Musikerin
- Shaun Jordan (* 1968), US-amerikanischer Schwimmer
- Shay Jordan (* 1985), US-amerikanische Pornodarstellerin
- Sheila Jordan (1928–2025), US-amerikanische Jazzsängerin
- Sherryl Jordan (1949–2023), neuseeländische Schriftstellerin
- Siegfried Jordan (1929–2024), deutscher Musiker, Komponist und Produzent
- Silvester Jordan (Generalleutnant) (1849–1912), deutscher Generalleutnant
- Spytek Wawrzyniec Jordan (1518–1568), polnischer Adeliger, Starost und Woiwode
- Stanley Jordan (* 1959), US-amerikanischer Jazzgitarrist
- Stefan Jordan (Astronom), deutscher Physiker, Astronom und Hochschullehrer
- Stefan Jordan (Historiker) (* 1967), deutscher Historiker
- Steve Jordan (Musiker, 1919) (1919–1993), US-amerikanischer Jazzgitarrist
- Steve Jordan (Musiker, 1957) (* 1957), US-amerikanischer Schlagzeuger und Musikproduzent
- Steve Jordan (Badminton), englischer Badmintonspieler
- Steve Jordan (Footballspieler) (* 1961), US-amerikanischer American-Football-Spieler
- Susanne Jordan, deutsche Gesundheitswissenschaftlerin
- Suzette Jordan (1974–2015), indische Frauenrechtlerin
- Sverre Jordan (1889–1972), norwegischer Komponist
- Sylvester Jordan (auch Silvester Jordan; 1792–1861), deutsch-österreichischer Jurist und Politiker

### T
- Taft Jordan (1915–1981), US-amerikanischer Jazztrompeter
- Theodor Jordan (1623–1692), deutscher Theologe, Prediger und Superintendent
- Thierry Jordan (* 1943), französischer Geistlicher, Erzbischof von Reims
- Thomas Jordan (Mediziner) (1540–1586), siebenbürgischer Arzt
- Thomas Jordan (General) (1819–1895), US-amerikanischer General
- Thomas Jordan (Leichtathlet) (* 1949), deutscher Leichtathlet
- Thomas Jordan (Ökonom) (* 1963), Schweizer Ökonom
- Thomas Jordan (Trainer), barbadischer Fußballspieler und -trainer
- Thomas H. Jordan (* 1948), US-amerikanischer Geophysiker
- Timothée Jordan (1865–??), französischer Cricketspieler
- Tom Jordan (Fußballspieler, 1872) (Thomas Henry Jordan; 1872–1940), irischer Fußballspieler
- Tom Jordan (Baseballspieler) (Thomas Jefferson Jordan; 1919–2019), US-amerikanischer Baseballspieler
- Tom Jordan (Fußballspieler, 1981) (Thomas Jordan; * 1981), englischer Fußballspieler
- Tom Jordan (Rugbyspieler) (* 1998), neuseeländisch-schottischer Rugbyspieler
- Tony Jordan (1934–2025), englischer Badmintonspieler

### U
- Ulrike Jordan (Historikerin) (Ulrike Walton-Jordan; * 1962), deutsche Historikerin
- Ulrike Jordan (Physikerin), deutsche Physikerin und Hochschullehrerin

### V
- V. Craig Jordan (1947–2024), britisch-US-amerikanischer Pharmakologe
- Vasilije Jordan (1934–2019), jugoslawischer bzw. kroatischer Maler

### W
- Walter Jordan (Ruderer) (1906–??), australischer Ruderer
- Walter Jordan (Heimatforscher) (* 1951), deutscher Heimatforscher und Museumsleiter
- Walter Jordan (Basketballspieler) (* 1956), US-amerikanischer Basketballspieler
- Walter Aaron Jordan (1906–1987), US-amerikanischer Country-Musiker, siehe Dixie Boy Jordan
- Wenzeslaus Johann Jordan (um 1695–1752), tschechischer Bildhauer
- Werner Jordan (1902–nach 1971), deutscher Textilkaufmann und Unternehmer
- Wilbur Kitchener Jordan (1902–1980), US-amerikanischer Historiker
- Wilhelm Jordan (Bürgermeister) († 1462), deutscher Kaufmann und Politiker, Bürgermeister von Danzig
- Wilhelm Jordan (Schriftsteller) (1819–1904), deutscher Schriftsteller und Politiker
- Wilhelm Jordan (Geodät) (1842–1899), deutscher Geodät und Mathematiker
- Wilhelm Jordan (Maler) (1871–1927), deutscher Maler, Zeichner und Illustrator
- Wilhelm Jordan (Archäologe) (1903–1983), deutscher Archäologe, Germanenkundler und SS-Offizier
- Wilhelm Friedrich von Jordan (1775–1841), bayerischer Generalmajor
- Will Jordan (* 1998), neuseeländischer Rugby-Union-Spieler
- William Jordan (Dramatiker), britischer Dramatiker
- William Jordan (Ruderer) (1898–1968), US-amerikanischer Ruderer
- William Jordan, Baron Jordan (* 1936), britischer Ökonom und Politiker
- William Jordan (Schauspieler) (* 1937), US-amerikanischer Schauspieler
- William B. Jordan (1940–2018), US-amerikanischer Kunsthistoriker
- William Chester Jordan (Mediävist) (* 1948), US-amerikanischer Mediävist
- William Joseph Jordan (1879–1959), neuseeländischer Politiker der New Zealand Labour Party
- Wilmar Jordán (* 1990), kolumbianischer Fußballspieler
- Winifred Jordan (1920–2019), britische Leichtathletin
- Wolfgang Jordan (* 1966), deutscher Brigadegeneral des Heeres der Bundeswehr

## Künstlername
- Jordan, ehemaliger Künstlername von Katie Price (* 1978), britisches Model

## Fiktive Charaktere
- Lee Jordan, Romanfigur aus den Harry-Potter-Romanen, siehe Figuren der Harry-Potter-Romane #Lee Jordan
- Lopez Jordan, Romanfigur von Karl May, siehe Karl May’s Gesammelte Werke #Am Rio de la Plata
- Jordan Cavanaugh, Hauptcharakter in Crossing Jordan – Pathologin mit Profil
- Jordan Sullivan, Charakter aus der Fernsehserie Scrubs – Die Anfänger, siehe Scrubs – Die Anfänger #Nebenfiguren